# 克氏粗螯蛛
克氏粗螯蛛（学名：Pachygnatha clercki）为肖峭科粗螯蛛属的动物。分布于欧洲、俄罗斯以及中国大陆的吉林、山东、新疆等地，常见于稻田和果园草丛。该物种的模式产地在欧洲。